# Pic Tresidder
Le pic Tresidder (en anglais : Tresidder Peak) est un sommet de la Sierra Nevada, aux États-Unis. Il culmine à 3 231 mètres d'altitude dans le comté de Mariposa, en Californie. Il est protégé par la Yosemite Wilderness, au sein du parc national de Yosemite. Son nom honore Donald Tresidder, qui fut longtemps associé au parc et servit comme président de l'université Stanford.